# NGC 1066
NGC 1066 је елиптична галаксија у сазвежђу Троугао која се налази на NGC листи објеката дубоког неба.
Деклинација објекта је + 32° 28' 32" а ректасцензија 2h 43m 49,9s. Привидна величина (магнитуда) објекта NGC 1066 износи 13,8 а фотографска магнитуда 14,8. NGC 1066 је још познат и под ознакама UGC 2203, MCG 5-7-42, CGCG 505-44, NPM1G +32.0112, IRAS 02407+3217, PGC 10338.